# 靈媒 (遊戲)
《靈媒》是由Bloober Team开发，于2021年1月发行的潛行类游戏，对应Xbox Series X/S和Microsoft Windows平台。製作團隊邀請了為沉默之丘系列音樂製作的作曲家山岡晃參與成為遊戲製作的成員，並且該製作團隊為曾經製作《布莱尔女巫》、《層層恐懼》及《侵視者》的波蘭團隊Bloober Team進行開發及遊戲製作。加入參與製作的山岡晃與團隊成員的Arkadiusz Reikowski兩人共同製作合力為遊戲進行編曲及配樂等，亦包括視察參考場景的相關製作。
本作在2020年5月7日正式公佈，於Inside Xbox節目中亮相，作為Xbox Series X/S的主機獨家作品。遊戲原定在2020年冬季的12月10日發售，因市場考量改為2021年1月28日並在期間公佈更多遊戲內容及細節。

## 故事背景與玩法
玩家在遊戲中所扮演的角色為瑪麗安（Marianne），身為一名被異象所困擾的靈媒的她尋找著幻象跟這個世界的聯繫，她會穿梭在「真實世界」和「精神世界」兩個完全不同世界之間。玩家所擔當著能接觸到兩個世界的靈媒，當中體會到真相並非表面所見的如此單純，在接觸更深入後視野將更寬廣更清楚地看到在他人所感知到的不一樣東西。

## 公開與發行
遊戲正式公佈在2020年5月7日，透過定期網上節目Inside Xbox中公佈確定登陸Xbox Series X的第三方廠商的遊戲，在當中介紹以作為對於心靈恐怖為主題的遊戲，玩家扮演的瑪麗安將會前往已經廢棄多年的度假村莊，需要嘗試解開只有身為靈媒的故事主角才有能力解決的謎團。遊戲中圍繞著的核心主題為"你的視角如何改變你的認知"。
遊戲預定於2020年12月10日，在Xbox Series X/S、Microsoft Windows平台全球發售，原定作為XSX/X的初期發售遊戲在冬季發售。在其後因應市場遊戲排程考量，原定日期12月10日同時為延期後的《電馭叛客2077》發售日期，緊急宣佈遊戲將延期改至2021年1月28日發售，是次決定官方強調了當時波蘭疫情情勢以及市場上其他遊戲最新發行排程關係，這是經過謹慎思考後的決定。

## 外部連結
- 官方网站：中文、英文